# Cyphostemma hardyi
Cyphostemma hardyi là một loài thực vật hai lá mầm trong họ Nho. Loài này được Retief miêu tả khoa học đầu tiên năm 1981.